# Kugelschlagen
Kugelschlagen (auch le Mail / das Mailspiel oder le Mall / das Mallspiel) ist ein heute weitgehend in Vergessenheit geratenes Sportspiel. Es gehört zu den Kugelsportarten und wurde im Spätmittelalter und der frühen Neuzeit im nördlichen Mitteleuropa gespielt.

## Geschichte
Kugelschlagen stellt eine ursprüngliche Form des Golf dar. Die Sportarten, bei denen eine Kugel aus Holz mittels Schläger vorangetrieben wurden, gab es bereits in der Antike in vielen Ländern in den verschiedensten Varianten. Die Erfindung des Kugelschlagens kann den Kelten zugeschrieben werden, wie auch ähnliche Kugelspiele.
Seit Beginn des 21. Jahrhunderts wird das Kugelschlagen neu entdeckt.

## Begriffserklärung
In deutscher Sprache wird es Kugelschlagen genannt, in Französisch le Mail oder le Mall. Das Spiel war in Frankreich am weitesten verbreitet. Es wurde zwischenzeitlich verboten, unter Ludwig XIV. war es das Spiel der Adeligen. Es wurden eigens Mail-Bahnen angelegt. Paille-Maille ist eine Variante des Kugelschlagens.

## Spielwerkzeuge
1. Die Heide
Die Heide ist das Schlagwerkzeug. Sie besteht aus einem Holzklotz (dem Hammer) und dem Stiel. Traditionsbewusste Kugelschläger nehmen für den Stiel einen Weißdorn- oder einen Weideast.
2. Die Kugel
Die Holzkugel hat einen Durchmesser von ca. 7 cm mit einer abgeflachten Seite, damit man sie auf dem Knüppel aufsetzen kann. Zum besseren Wiederfinden in Wald und Flur wird die Kugel bunt angestrichen. Eine Mannschaft erhält eine blaue, die andere eine rote Kugel.
3. Der Knüppel
Der Knüppel ist der Holzstab auf dem die Kugel aufgesetzt wird. Seine Länge beträgt ca. 1 m, damit man sich beim Schlagen nicht so sehr bücken muss. Er ist an einem Ende möglichst angespitzt, am anderen Ende ist er möglichst flach.

## Grundregeln
Die Hauptsache des Spieles besteht darin, eine hölzerne Kugel mit dazugehörigem Schläger nach gewissen Regeln bis zu einem Ziel zu treiben.
Das Spiel wird auf dem freien Feld gespielt, es werden ein Startpunkt und eine Spielrichtung festgelegt. Der erste Spieler jeder Partei beginnt mit einem Schlag. Nun ist die Partei am Zug dessen Kugel weiter hinten liegt. Es hat die Partei gewonnen, deren Kugel nachdem jeder Spieler einmal geschlagen hat, am weitesten in vorgegebener Richtung vorangetrieben wurde.
Eine weitere Besonderheit in diesem Spiel besteht darin, das die Kugel von dort weiter geschlagen wird, wo sie vom Vorspieler liegen geblieben ist, sei es auf dem Feld, auf einem Weg, im Bach oder auch im Wald.

## Mannschaften
Beim Kugelschlagen werden die anwesenden Spieler per Los in 2 Mannschaften (Parteien) gewählt. Gibt es eine ungerade Anzahl an Teilnehmern, ist ein Spieler das sogenannte Küken und bildet jeweils den letzten Spieler in beiden Parteien. Jede Partei wird von ihrem Master geführt. Sie sind für ihre Partei verantwortlich. Außerdem gibt es zum Abschluss den so genannten Masterschlag, hier spielen nur die beiden Master gegeneinander.